# Kento Umeki
Kento Umeki (梅木 絢都 Umeki Kento?, nacido el 20 de noviembre de 1999 en Hyogo) es un futbolista japonés que se desempeña como defensa.

## Trayectoria

### Clubes
| Club                | País  | Año  |
| ------------------- | ----- | ---- |
| Cerezo Osaka        | Japón | 2017 |
| Cerezo Osaka sub-23 | Japón | 2017 |

## Estadística de carrera

### J. League
| Club                | Año   | J. League | J. League | Copa J. League | Copa J. League | Total | Total |
| Club                | Año   | Part.     | Goles     | Part.          | Goles          | Part. | Goles |
| ------------------- | ----- | --------- | --------- | -------------- | -------------- | ----- | ----- |
| Cerezo Osaka        | 2017  | 0         | 0         | 0              | 0              | 0     | 0     |
| Cerezo Osaka sub-23 | 2017  | 2         | 0         | -              | -              | 2     | 0     |
| Total               | Total | 2         | 0         | 0              | 0              | 2     | 0     |

## Palmarés

### Títulos nacionales
| Título             | Club         | País  | Año  |
| ------------------ | ------------ | ----- | ---- |
| Copa J. League     | Cerezo Osaka | Japón | 2017 |
| Copa del Emperador | Cerezo Osaka | Japón | 2017 |